# شونكي هيغاشي
شونكي هيغاشي (باليابانية: 東 俊希) (مواليد 28 يوليو 2000) هو لاعب كرة قدم ياباني.

## وصلات خارجية
- شونكي هيغاشي على موقع رابطة كرة القدم اليابانية للمحترفين (اليابانية)
- شونكي هيغاشي على موقع قاعدة بيانات كرة القدم.إي يو (الإنجليزية)
- شونكي هيغاشي على موقع Soccerway.com (الإنجليزية)
- شونكي هيغاشي على موقع عالم كرة القدم.نت (الإنجليزية)